# Мураками, Гэндзо
Гэндзо Мурака́ми (яп. 村上元三; 14 марта 1910, Корея, Японская империя — 3 апреля 2006, Токио) — японский писатель
 и сценарист, известен серией исторических романов, повлиявших на литературу Японии в период Второй мировой войны.

## Биография
Родился 14 марта 1910 года в Корее под властью Японии. Дебютный роман Мураками — «Tone no Kawagiri» (яп. 利根の川霧) получил почётную награду, спонсируемую газетой «Майнити симбун». В 1940 году стал лауреатом Премии Сандзюго Наоки за роман «Kazusa Fudoki».
Во время оккупации Японии Мураками написал книгу о фехтовальщике Сасаки Кодзиро. Роман, опубликованный в «Асахи симбун», стал одним из первых примеров послевоенной дзидайгэки. Поздними работами автора стали экранизированный роман «Князь Мито» и «Кацу Кайсю».

## Награды
В 1974 году писатель получил Медаль с Пурпурной Лентой, в 1981 году — Орден Священного сокровища. 3 апреля 2006 года скончался от сердечной недостаточности в больнице Токио.